# Phaenochitonia pygmea
Phaenochitonia pygmea är en fjärilsart som beskrevs av Pieter Cramer 1775. Phaenochitonia pygmea ingår i släktet Phaenochitonia och familjen Riodinidae. Inga underarter finns listade i Catalogue of Life.